# Целинное муниципальное образование (Перелюбский район)
Целинное сельское поселение — муниципальное образование в составе Перелюбского района Саратовской области. Административный центр — посёлок Целинный. На территории поселения находятся 3 населённых пункта — 3 посёлка .

## Населённые пункты
- посёлок Целинный — административный центр;
- посёлок Новый;

Главой поселения является Лобачёва Татьяна Фёдоровна.